# Resolució 1514 del Consell de Seguretat de les Nacions Unides
La Resolució 1514 del Consell de Seguretat de les Nacions Unides fou adoptada per unanimitat el 13 de novembre de 2003. Després de reafirmar la Resolució 1479 (2003) sobre la situació a Costa d'Ivori i les resolucions 1464 (2003) i 1498 (2003), el Consell va ampliar el mandat de la Missió de les Nacions Unides a Costa d'Ivori (MINUCI) fins al 4 de febrer de 2004.
El Consell de Seguretat va reafirmar l'acord de Linas-Marcoussis i la seva oposició als intents d'assolir el poder a través dels mitjans inconstitucionals. Va subratllar la necessitat que totes les parts de Costa d'Ivori participin en el Govern de Reconciliació Nacional, reprenguin l'autoritat efectiva a tot el país i els compromisos contra el desarmament, la desmobilització, el programa de reintegració dels antics combatents i la reestructuració de les Forces Armades. Igual que amb les resolucions prèvies, el Consell va encomiar a la Comunitat Econòmica dels Estats d'Àfrica Occidental (ECOWAS) i les forces franceses pels seus esforços per promoure una solució pacífica a Costa d'Ivori.
Es va demanar al secretari general Kofi Annan que informés al Consell el 10 de gener de 2004 sobre els esforços de la MINUCI per facilitar la pau i l'estabilitat a Costa d'Ivori i sobre l'enfortiment de la presència de les Nacions Unides al país.